# Heather J. Gradison
Heather J. Gradison (geboren am 6. September 1952 in Houston, Texas, als Heather Jane Stirton) war von 1985 bis 1990 Leiterin der amerikanischen Regulierungsbehörde Interstate Commerce Commission.

## Leben
Heather Jane Gradison erlangte 1975 den Bachelor of Applied Arts auf dem Radford College in Radford, Virginia. Anschließend studierte sie bis 1978 auf der George Washington University. Von 1974 bis 1982 arbeitete sie bei der Southern Railway in verschiedenen Positionen zuletzt als Sachbearbeiterin für Frachtgebühren. 1980 heiratete sie den republikanischen Kongressabgeordneten Willis David Gradison.
Am 22. März 1982 wurde die 29-Jährige von Präsident Ronald Reagan als Nachfolgerin für den Sitz von Robert C. Gresham in der Regulierungsbehörde Interstate Commerce Commission vorgeschlagen. Die Bestätigung durch den Senat erfolgte am 16. Juni 1982. Am 18. Juni 1982 legte sie ihren Amtseid ab. Am 17. Dezember 1985 wurde sie die Nachfolgerin von Reese H. Taylor Jr. als Vorsitzende der Behörde. Ihre reguläre Amtszeit endete am 31. Dezember 1988. Die Kongressabgeordneten waren mit ihrer kompromisslosen Arbeit unzufrieden. Insbesondere die Umsetzung des Railroad Deregulation Acts (Staggers Act) und den Ausgleich zwischen den Bahngesellschaften und großen Frachtkunden sahen sie als mangelhaft an. Vielfach wurden Anliegen von Frachtkunden mit der Begründung abgewiesen, dass eine Regulierung nicht erfolgt, mit der Folge, dass diese dann gegen die ICC-Entscheidungen auch bei den Kongressabgeordneten opponierten, um eine Gesetzesänderung zu erwirken. Dazu kamen weitere kontroverse Entscheidungen bezüglich der Sicherung von Arbeitnehmerrechten bei Ausgliederungen von Bahngesellschaften oder bei der Genehmigung von Frachtraten bei LKW-Speditionen. Eine erneute Nominierung wurde deshalb nicht unterstützt. Sie gab deshalb am 25. Mai 1989 ihren Rücktritt bekannt. Sie blieb bis zur Bestätigung ihres Nachfolgers Edward J. Philbin im Amt und schied am 12. Februar 1990 aus.
Danach arbeitete sich im konservativen Think Tank American Enterprise Institute.
1994 wurde die Ehe mit Bill Gradison geschieden. Aus der Ehe gingen vier Kinder hervor.